# Cuprosklodowskita
La cuprosklodowskita o cuprosklodovskita es un mineral de color verde que pertenece a la clase de los silicatos.
Es el equivalente con cobre de la sklodowskita.
Apareció en el yacimiento de Kalongwe en la (entonces) provincia de Katanga del Congo Belga, siendo la localidad tipo. Fue descrito por Henri Buttgenbach en 1933. El nombre está inspirado en la fórmula química y se dedica a Marie Curie, nacida Maria Salomea Skłodowska. Inicialmente Buttenbach pensó que estaba frente a una variedad de sklodowskita.

## Formación y yacimientos
Es un mineral que puede encontrarse como secundario en depósitos de uranio, formándose por alteración primaria de otros minerales de uranio.

## Minas
- La Musonoi Mine, Shaba (Zaire).
- Utah (U.S.A.), en Jachymov (loc. original).
- Bohemia (Rep. Checa).